# Người phụ nữ Huldremose

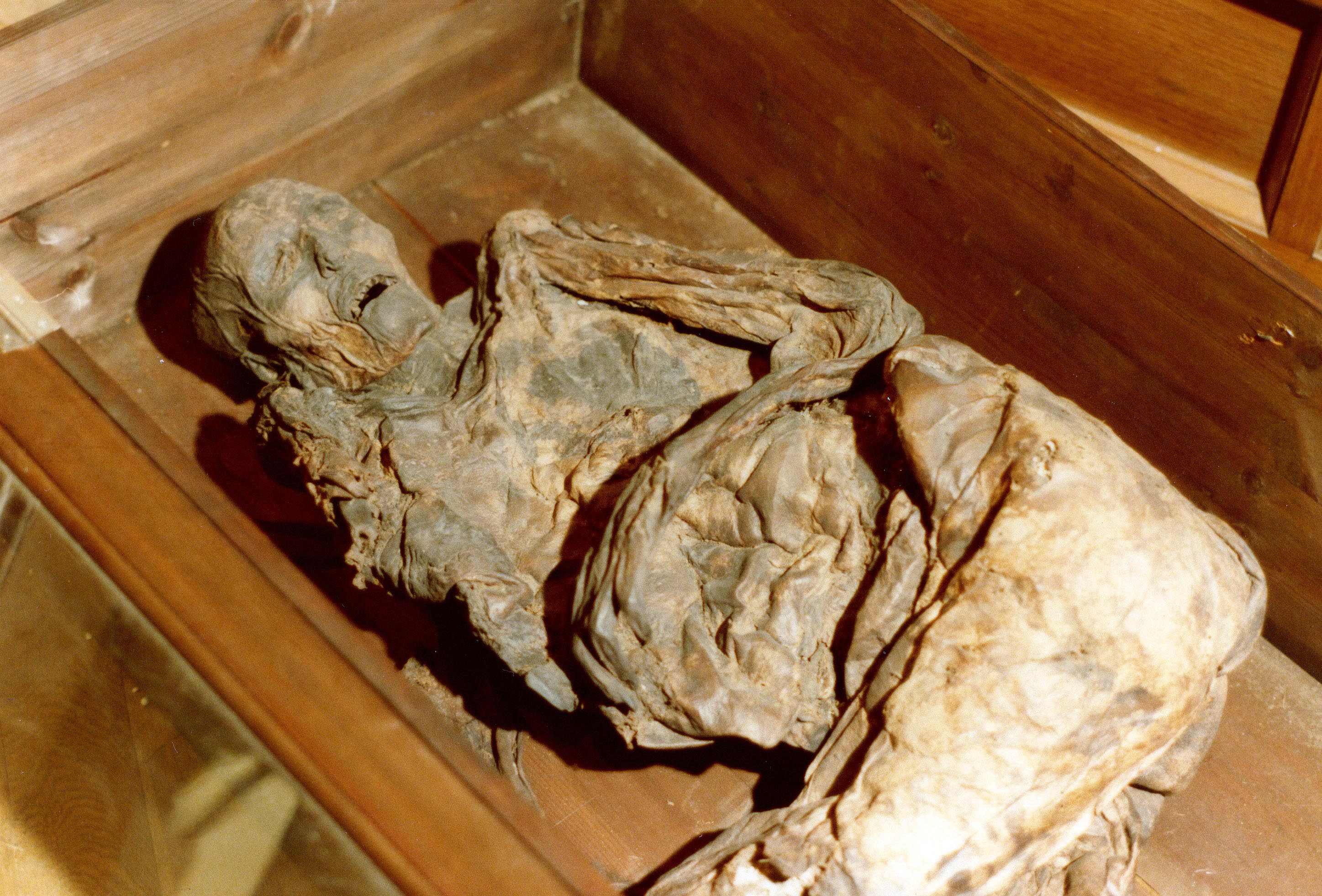
Xác ướp Người đàn bà Huldremose, hiện trưng bày tại Bảo tàng quốc gia Đan Mạch

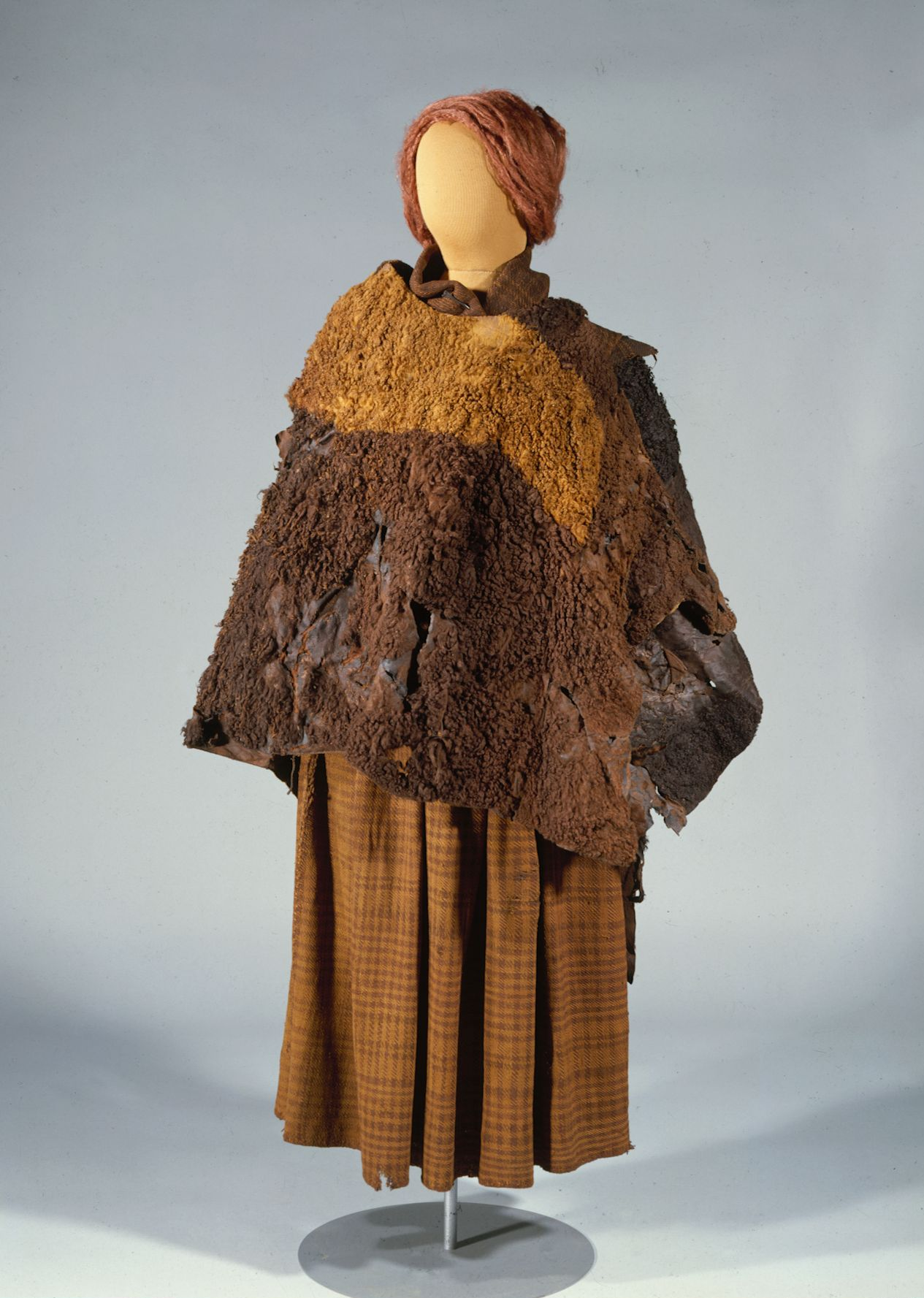
Bộ trang phục cầu kì của Huldremose Woman, được phục chế và trưng bày

Người phụ nữ Huldremose (Huldremose Woman) là tên một xác ướp phụ nữ được phát hiện năm 1879 tại một đầm lầy ở Jutland, Đan Mạch. Đây là một trong số những xác ướp đầm lầy nổi tiếng thế giới.

## Xác ướp
Năm 1879, tại một đầm lầy ở Jutland, Đan Mạch, người ta tìm thấy xác ướp một người phụ nữ còn nguyên vẹn, được gọi là Huldremose Woman (Người đàn bà Huldremose). Các chuyên gia xác định được đây là xác của một người phụ nữ sống vào khoảng giữa 160 TCN đến 340 SCN, xác được bảo quản nhờ axit trong than bùn, tóc và da vẫn còn nguyên, trong khoang sọ vẫn còn dấu vết của não. Trong khi hầu hết mọi xác ướp trong đầm lầy than bùn đều trần truồng, thì Huldremose Woman lại được mặc trang phục cầu kỳ gồm áo choàng không tay bằng da cừu non, váy ngắn kẻ ô và còn có khăn trùm đầu. Ngoài ra cạnh bà ta còn tìm thấy một chiếc lược sừng cùng một sợi dây đeo có hai hạt hổ phách. Điều đó chứng tỏ địa vị xã hội quan trọng của bà ta. Chân bà ta bị gãy nhưng đã có dấu hiệu lành hẳn trước khi bà ta chết. Sau khi phân tích và khám nghiệm, các chuyên gia phát hiện bữa ăn cuối cùng của Huldremose Woman là bánh mì lúa mạch đen. Không rõ cánh tay phải của bà ta bị cắt đứt trước hay sau khi chết.

## Các xác ướp đầm lầy nổi tiếng
- Người Tollund
- Người phụ nữ Elling
- Người đàn ông Lindow
- Người phụ nữ Lindow